# Josep Vilà
Josep Vilà Purtí  (Granollers, Barcelona, 21 de octubre de 1927 - íbid., 28 de noviembre de 2022) fue un entrenador de balonmano en las modalidades de a once jugadores y a siete, disputando los Campeonatos de España de balonmano a once y la División de Honor.

## Biografía
Comenzó en el balonmano a los 22 años en el equipo local, haciendo de jugador y entrenador a la vez. Fue uno de los artífices de la primera gran temporada del club BM Granollers con la consecución del Campeonato de Cataluña de balonmano a once así como el Campeonato español el año 1956 y repitiendo la proeza en 1959, sumándole el título de campeón de División de Honor de balonmano a 7.

Dice la leyenda que un día en su etapa de jugador en su club de toda la vida, el Balón-Mano Granollers, le pusieron en el banquillo como jugador suplente y desde entonces, allí se quedó, hasta convertirse en un ejemplo para todos los entrenadores coetáneos. Posiblemente con una formación académica inferior a la de otros entrenadores de más prestigio dentro de la Federación Española, se ganó el respeto y la admiración por la gran cantidad de títulos conseguidos durante su carrera.[cita requerida]

Tomó las riendas del BM Granollers la temporada 1955-56, un equipo que jugaba el balonmano en sus dos modalidades, tanto a 11 jugadores en campos de césped como a 7 en pistas polideportivas. Su primera temporada consiguió el doblete. En balonmano a 7 ganó en seis ocasiones consecutivas la máxima categoría española, en un principio llamada Primera División Nacional y posteriormente, una vez creada la División de Honor, llevó al club el triunfo de la misma en otras tres ediciones, hasta que en la temporada 1962-63 el BM Granollers no consiguió un patrocinador que costease los largos desplazamientos que representaban participar en esta competición y se vio obligado a disputar la segunda categoría (Primera División) durante dos campañas. Su substituto en el banquillo fue Miquel Roca, nombrado el mismo año que se abandonaba la máxima categoría que devolvió al club a la División de Honor en 1965.
Falleció en 2022 en Granollers a los 95 años de edad.

## Trayectoria
- 1949-70  BM Granollers
- 1970-79 BM Granollers

## Palmarés clubes
- Balonmano a 11
  - 2 Campeonato de España de balonmano a once: 1955-56 y 1958-59
  - 2 Campeonato de Cataluña de balonmano a once: 1955-56 y 1958-59

- Balonmano a 7
  - 3 Primera División: 1955-56, 1956-57 y 1957-58
  - 3 División de Honor: 1958-59, 1960-61 y 1961-62
  - 1 Copa del Generalísimo: 1957-58